# Fornix

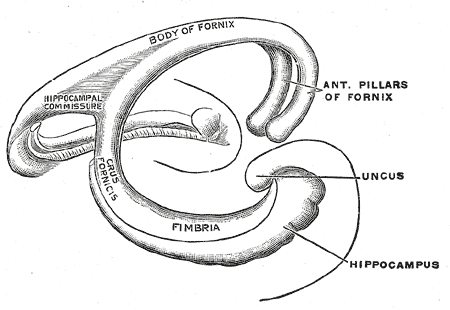
Fornix

Fornix, hjärnvalv, är en anatomisk struktur i storhjärnan som via nervbanor ansluter hippocampus till hypotalamus. Fornix börjar som en upphöjning på hippocampus ovansida, löper sedan på undersidan av corpus callosum där kommunikation mellan höger och vänster fornix finns via tvärförbindelser.